# Eutelia albiluna
Eutelia albiluna là một loài bướm đêm trong họ Noctuidae.